# 席德华
席德华（1933年7月—2013年4月10日），中华人民共和国政治人物，江苏吴县人，曾任国务院副秘书长。

## 生平
1953年9月参加工作，就职于长春第一汽车制造厂。
1988年5月任国务院副秘书长。
1995年2月补选为第八届全国政协委员。
1998年3月当选为第九届全国政协委员，任提案委员会副主任委员。
2013年4月10日，因病于北京逝世。